# Pterolophia castaneivora
Pterolophia castaneivora là một loài bọ cánh cứng trong họ Cerambycidae.